# Fredrik Wilhelm Christian Areschoug
Pour les articles homonymes, voir Areschoug.
Fredrik Wilhelm Christian Areschoug (né à Simrishamn, le 9 octobre 1830, et mort à Lund (Suède), le 21 décembre 1908) est un botaniste suédois.